# Comtat del Vivarès
El comtat del Vivarès o de Viviers fou una jurisdicció feudal que es va formar en temps de Carlemany (Comitatus Vivariensis) amb centre a l'antiga població de Vivièrs (Ardecha) llavors seu del Bisbat de Viviers. Inicialment només era una divisió administrativa que més tard va comprendre les vegueries de Chalancon, Mariac, Mélas, Mairàs, Pradelles, etc.
Els bisbes de Viviers foren els primers a manifestar desitjos d'independència, que sembla fou confirmada per una carta de l'emperador Lluís el Benigne. En aquesta època el primer comte de Vivarès conegut, Eribert (o Heribert), fundà l'abadia de Cruas, junt el Roine. Tournon fou cedida a l'església de Lió. Elpodori, fill d'Heribert, era comte el 817; després els bisbes van rebre el privilegi d'immunitat i van ocupar de fet les funcions comtals. Durant quatre segles restà aquest país quasi separat de la monarquia francesa.
a més, els arquebisbes de Lió reivindicaren per llur església la sobirania dels dos castells i les senyories d'Annonay i Argental, disputant també als comtes del Valentinois el castell de Tournon i una gran part del territori que rega el Doux. Els comtes de Valentinois dominaren quasi sense rivals tota la secció compresa entre l'Erieux i el Doux. Al costat d'aquests magnats s'eclipsaren els comtes de Vivarès, desapareixent llur títol passant de fet als bisbes.
Després de la mort de Lluís el Cec, el 924, Provença passà als reis de la Borgonya Transjurana i de seguida als emperadors d'Alemanya, excepte el Vivarès, que fou afegit pels prínceps de la casa de Tolosa a llurs dominis. No obstant això, els comtes de Tolosa no posseïren més que la part inferior i meridional des del riu d'Erieux. La part septentrional continuà durant algun temps depenent indirectament del regne de Borgonya mitjançant els comtes particulars del Viennois i Valentinois. El 1271 Felip l'Agosarat reuní definitivament a la Corona de França la part meridional del Vivarès, a la que li seguí la part septentrional en temps de Felip el Bell, el 1308.
Llavors torna a ressorgir el títol de comtat de Viviers, vinculat als bisbes dels segles xiv i xv.

## Llista de comtes
- Heribert vers 800-817
- Elpodori vers 817-?
- Als bisbes de Viviers de fet